# 利奥波德公园
利奥波德公园（法語：Parc Léopold）是位于布鲁塞尔利奥波德区（欧洲区）的一个公园，占地10公頃（25英畝）。它毗邻欧洲议会的所在地保罗-亨利·斯巴克大厦。附近有布鲁塞尔地铁1号线和5号线的两个地铁站：马勒贝克站（Maalbeek/Maelbeek）和舒曼站（Schuman）。
公园的突出特点是它的池塘，水源来自马勒贝克溪。许多珍稀树木（植物园的残余）和动物，如绿头鸭、黑水鸡，甚至埃及雁和红领绿鹦鹉，都在这种城市环境中茁壮成长。

## 历史
1880年，在不受欢迎的皇家动物园搬迁之后，公园向公众开放。在接下来的几年里，在公园内建起了索尔维商学院的校园，但由于担心公园及其脆弱的野生动物被侵占，修建更多建筑的计划很快就被削减。这些建筑一直保持到今天，但只有一个仍然属于索尔维，举行 索尔维会议。1930年，雅克曼中学搬进了原生理学研究所。 
原索尔维图书馆位于公园内，设有安全与防卫议程（Security & Defence Agenda）、欧洲之友（Friends of Europe）和欧洲之家（Maison d'Europe）智库。2017年，欧洲历史博物馆（House of European History）在翻新后的伊斯特曼大厦中开放。 比利时皇家自然科学研究所大楼也位于公园内。  

利奥波德公园建筑
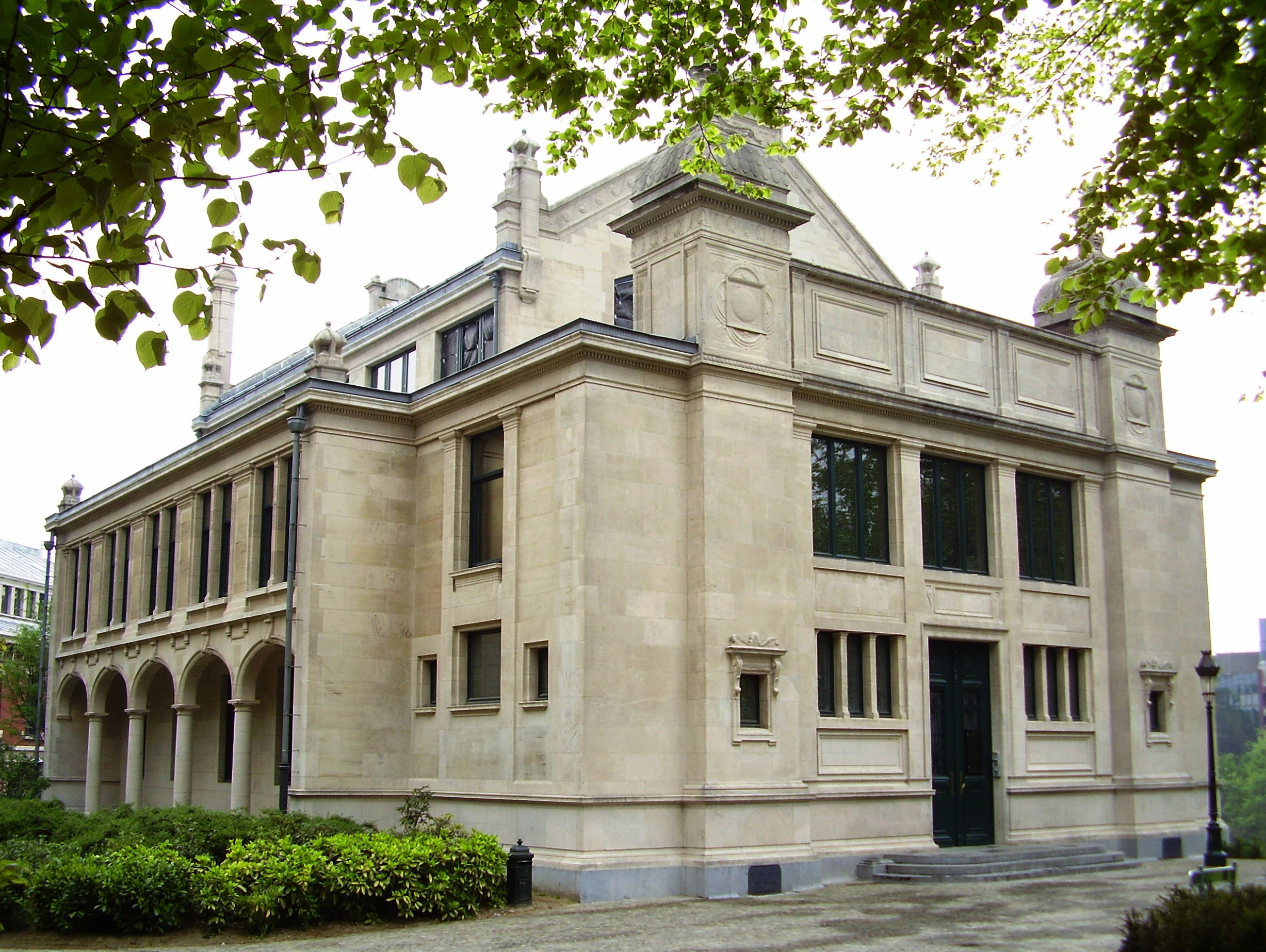
原索尔维图书馆
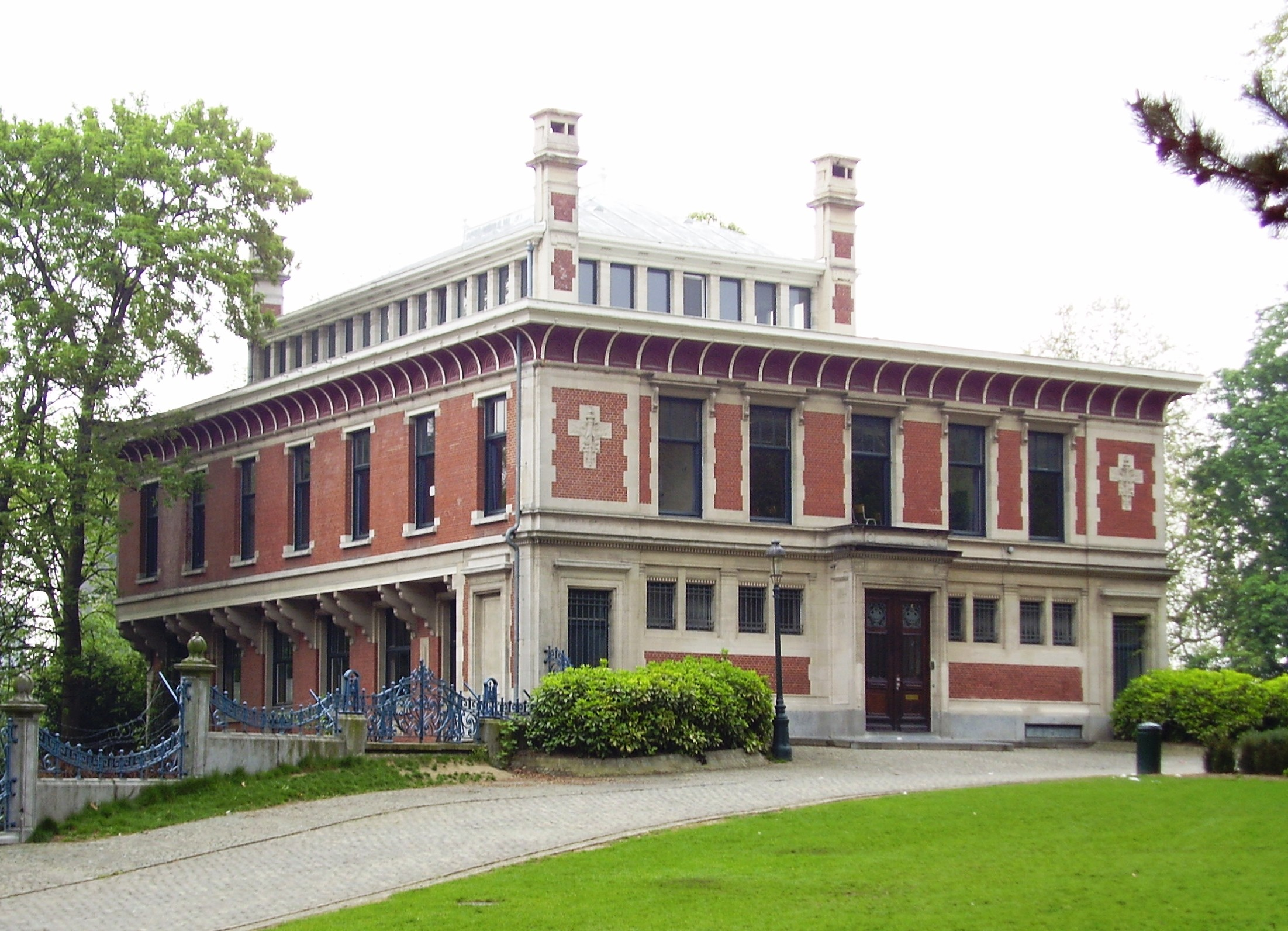
原索尔维商学院
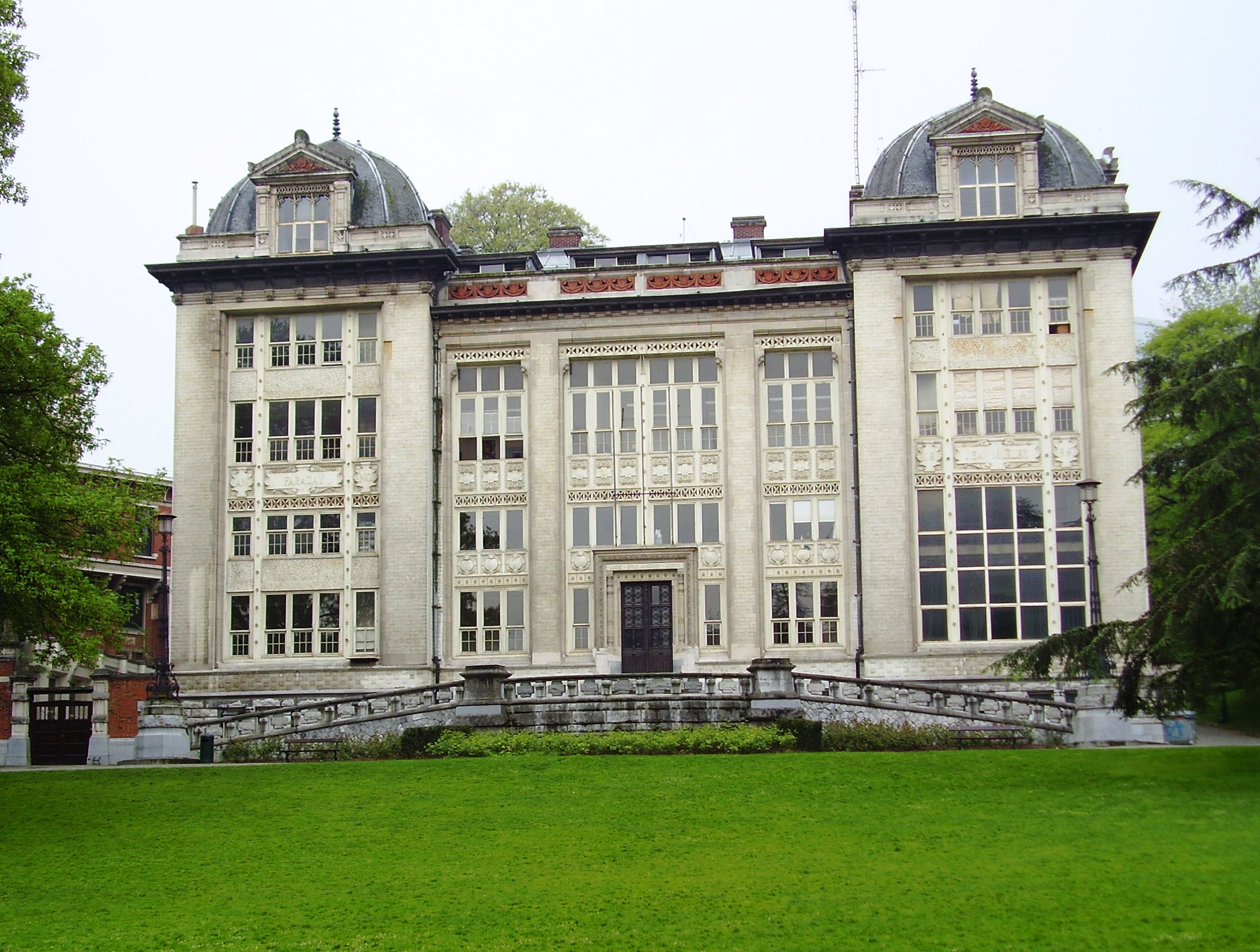
原生理学研究所，1927年第五次索尔维会议会场